# Malmö godsbangård

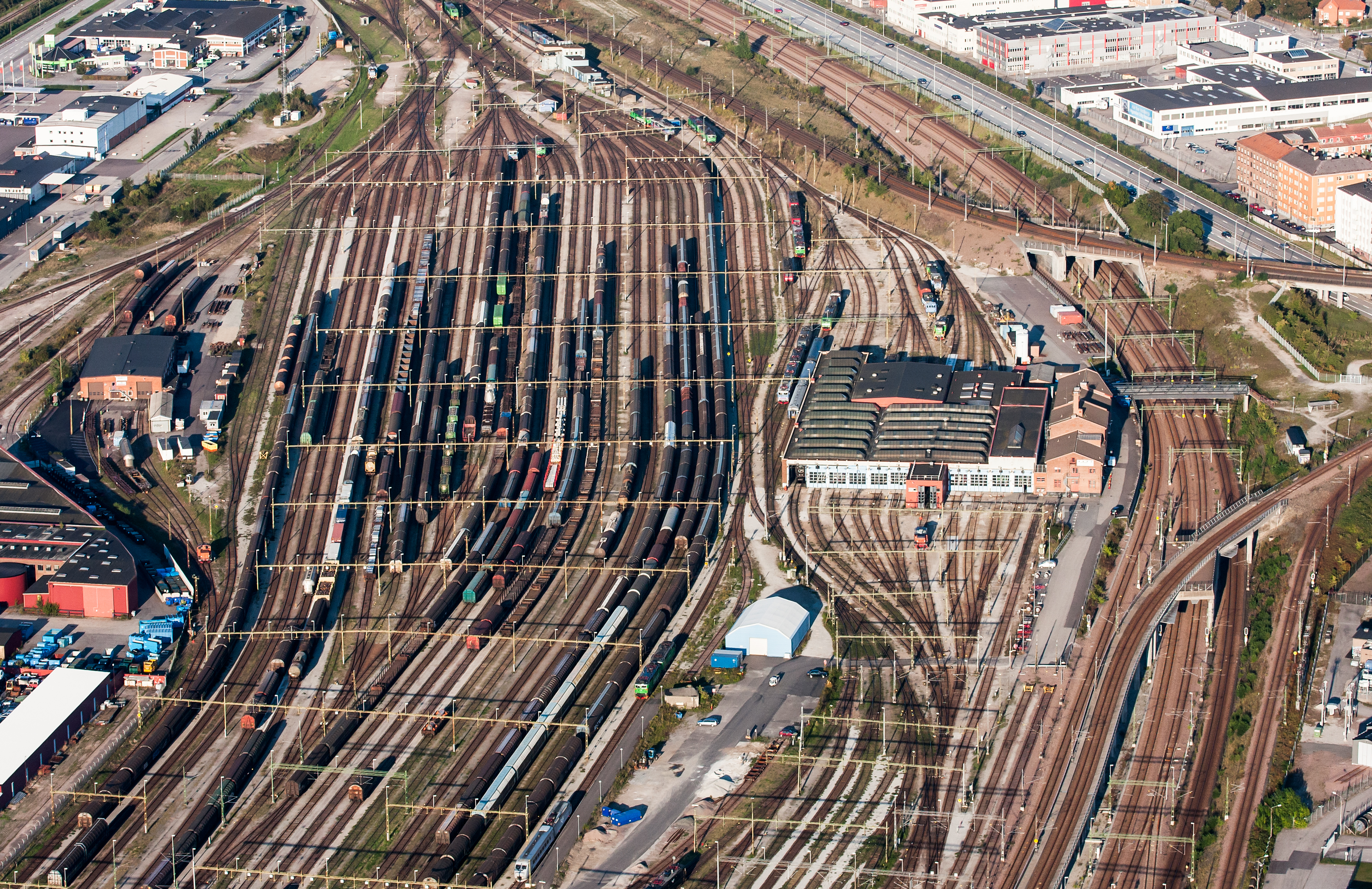
Bangården med Malmö centralstation nedtill. Till höger ser man två järnvägsbroar över Södra stambanan, den nedre från Citytunneln, den övre från godsbangården. Bortom Södra stambanan syns en glimt av Autostradan.

Malmö godsbangård är en godsbangård med kombiterminal som ligger mellan Malmö hamn och Södra stambanan.
Malmö godsbangård beskrivs av Trafikverket som en av Sveriges viktigaste bangårdar, "där all godstrafik mellan Sverige och Danmark hanteras" och "av stor vikt ur både ett nationellt och regionalt perspektiv."

## Geografi
Bangården är utsträckt nordost om Malmö centralstation. Jämte godsbangården finns också lokstallar och många andra depåfunktioner. Det gemensamma bangårdsområdet begränsas av Södra stambanan i sydost och Malmö hamn på den andra sidan. I norr utgör Sege å och Inre ringvägen en naturlig gräns för bangården. Tillsammans med Malmö C är detta en fyra kilometer lång barriär mellan hamn och stad som korsas av Frihamnsviadukten och Sjölundaviadukten.
Norrut är bangården förbunden via Arlövs station till Västkustbanan och Södra stambanan. Söderut finns en förbindelse på bro över Södra stambanan för tåg till Kontinentalbanan mot Ystad, Trelleborgs hamn och europeiska kontinenten via Öresundsförbindelsen. 
Ingen godstrafik går via Malmö C och Citytunneln. Tidigare har det gått ett spår förbi Malmö C till varv, verkstäder och industrier i Malmö och Limhamn. En kort rest av detta finns kvar som gatuspår förbi Inre hamnen till Universitetsholmen.

## Historia
En separat godsbangård var inrättad redan år 1900. Tidigare hade godshantering i Malmö mest handlat om resgods samt gods som lastades via godsmagasin vid spår på centralstationens hamnsida. Under 1910-talet, sedan tågfärjelinjen Trelleborg–Sassnitz kommit igång 1909, utvidgades Statens Järnvägars område i Malmö väsentligt, och godsbangårdens personal var 1915 utökad till 155, en fördubbling på fyra år.
En järnvägsbro från Kontinentalbanan över Södra stambanan kunde anslutas 1924. Den utrikes godstrafiken fick därmed förbättrade förutsättningar. Dessförinnan hade godståg till och från ångfärjestationen i Trelleborg behövt byta riktning på Malmö C. Norrut hade Malmö godsbangård en separat bro över Sege å och eget spår till Arlövs station. Godsbangården blev från 1924 i huvudsak en rangerbangård, efter exempel från godsbangårdarna i Nässjö (1913), Tomteboda (1918) och Hallsberg (1923).
Sedan privatbanorna förstatligats på 1940-talet rationaliserades hur godstågen fördes vidare från godsbangården. I mitten av 1950-talet anslöts Simrisbanan och Ystadbanan till Kontinentalbanan och spåren i gatuplan inom Malmö stad, via Södervärns station och gamla Östervärns station, kunde till glädje för kollektivtrafiken och bilisterna slopas.

I Malmö med omgivningar avtog efterfrågan på godstransporter. Bland annat slopades vagnuttagningar eller tåg till det militära pansarövningsfältet på Revingehed via Dalby–Harlösa 1982, liksom transporterna från ett stenbrott utanför Dalby 1987, och från cementfabriken vid Limhamns kalkbrott via Limhamnsbanan 2005.
Under 1990-talet byggdes Öresundsbanan söder om Malmö, en ny dubbelspårig järnväg till Öresundsbron. Då breddades också Kontinentalbanan fram till Lockarps driftplats, samt bron över Södra stambanan, med ett andra spår. Trafikverket förutser en framtida ökning av godsmängden som transiteras genom Malmö.

### Tågfärjelinjer
Malmö godsbangård har stått i nära förhållande till fyra mångåriga tågfärjelinjer: Malmö–Köpenhamn, 1895–1986, Trelleborg–Sassnitz, 1909–2020, Ystad–Świnoujście, 1974–2018, och Trelleborg–Rostock, sedan 1994.

## Framtiden
Under 2020-talet pågår förberedelser för att anpassa godsbangården till 850 meter långa godståg, bland annat med ytterligare en bro över Sege å och en dubbelspårig anslutning till Arlöv.